# Inmigración argelina en España
La inmigración argelina en España se refiere al asentamiento de ciudadanos de la República Argelina Democrática y Popular en territorio perteneciente al Reino de España.
En España hay algo más de 60.000 argelinos empadronados, siendo una población con una incidencia muy modesta en los procesos de naturalización y obtención de la nacionalidad española, siendo del 3,5 % y 1/1,5 % respectivamente en la década de 2000, aspecto que puede estar fuertemente influido por la pérdida de la nacionalidad argelina a sus ciudadanos naturalizados en España, dado que Argel no tiene firmado convenio de doble ciudadanía con Madrid.

## Antecedentes del flujo migratorio entre España y Argelia
El intercambio poblacional entre los actuales territorios de Argelia y España se puede retrotraer incluso a la época antigua cuando las rutas comerciales fenicias unieron la costa norte de África con la costa sur de la península ibérica, siendo más tarde ambas zonas colonizadas por Fenicia.
Más tarde ambas zonas también serían ocupadas por el Imperio romano, siendo separados en la caída del mismo, quedando una zona en el reino visigodo de Tolosa (más tarde de Toledo) y otra en la órbita de expansión del Califato omeya, que acabaría también invadiendo la península ibérica.
Tras la Reconquista, los territorios volverían a permanecer separados, siendo la última potencia con autoridad en ambos territorios el imperio almohade en el siglo XIII.
En el siglo XVI, el imperio español ocuparía ciertas plazas fuertes en la actual costa argelina, en aquel entonces dominada por el reino ziyánida de Tremecén, para controlar la piratería berberisca. Más tarde el territorio argelino sería ocupado por el imperio otomano, situación que se mantendría hasta la ocupación colonial de Argelia por parte de Francia en el reparto de África del siglo XIX.
Durante la época colonial francesa del siglo XX, la emigración europea, especialmente francesa pero también española en mucho menor medida, fue muy común en la Argelia francesa. Muestra de lo habitual que fue esta inmigración española en Argelia, es la existencia de los pieds-noirs (en francés: píes negros), término utilizado para franceses, españoles y otros europeos nacidos en suelo argelino durante el mandato francés.
Este notable presencia española en Argelia, mostrada incluso en la existencia de medios de comunicación en español en ciudades argelinas, tales como El Correo Español de Orán, se mantuvo y creció tímidamente a lo largo de la primera mitad del siglo XX, siendo la última oleada destacable los exiliados republicanos tras la guerra civil española.
El intercambio migratorio se detuvo con el comienzo de la dictadura franquista en España y fue aún menor en la época de la guerra de independencia argelina, quedándose de manera estanca hasta prácticamente la década de 1990.

## Inmigración actual
Aunque tradicionalmente España había sido un país emisor de emigrantes, en 1973, año considerado el final del milagro económico español por la primera crisis del petróleo, la emigración española vio una bajada drástica y comenzó un retorno de trabajadores que ya no veían un atractivo suficiente al trabajo fuera de las fronteras de España al igualarse el nivel de vida en origen a otros países tradicionalmente de acogida de obreros emigrados.
Continuando la mejora económica y con la entrada de España en la Unión Europea, que iba acompañada de una promesa de mayor mejoras en la economía de España, ésta pasó a convertirse en un país receptor de emigrantes económicos de diversos países del Mundo, destacándose América del Sur, Norte de África y Europa del Este.
Desde el comienzo de la inmigración argelina en España, las regiones donde más presencia existe de argelinos son la Comunidad Valenciana, Cataluña y Aragón.

## Estadísticas
Gráfica del censo oficial de población argelina residente en España (sólo incluye ciudadanos argelinos con permiso de residencia en España. No incluye inmigrantes ilegales ni nacionalizados):
| Gráfica de evolución de Inmigración argelina en España entre 2000 y 2022 |
|                                                                          |
| Datos del INE a 1 de enero de cada año.                                  |